# Classe C (sous-marin britannique)
Cet article concerne la classe britannique de sous-marins. Pour les autres classes de sous-marins, voir classe C (sous-marin).
La classe C est la dernière classe de sous-marins de la Royal Navy propulsée par moteur à essence, marquant la fin du développement de la classe Holland. Les 38 unités furent construites sur les chantiers Vickers à Barrow-in-Furness et à Chatham Dockyard entre 1905 et 1910. Elles ont servi durant la Première Guerre mondiale.

## Conception
Avec une autonomie limitée et une réserve de seulement dix pour cent de flottabilité au cours de leur déplacement en surface, ils étaient des navires de surface peu performants, mais leur coque en forme de fuseau, faite pour les performances sous-marines, leur donnait une efficacité supérieure en immersion par rapport à leurs contemporains.

## Service

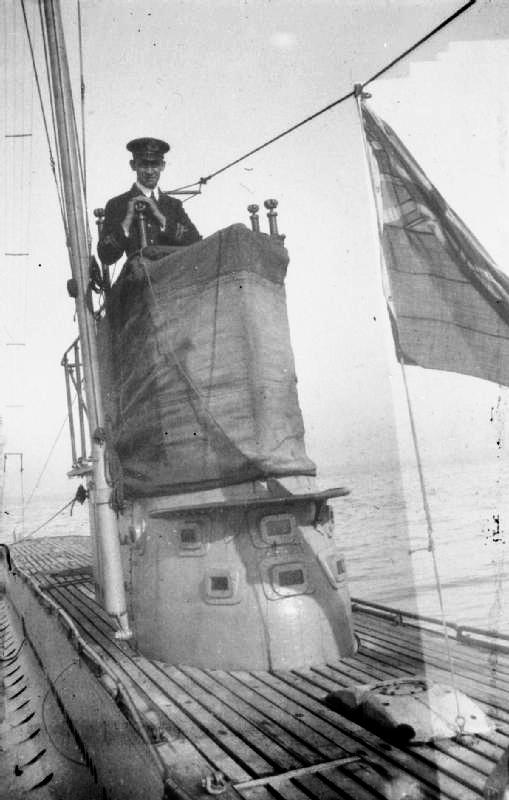
Richard Sandford

Trois unités furent envoyées à Hong Kong en 1911, et durant la guerre, le reste fut utilisé principalement pour la défense côtière. Ces unités étaient basées dans les ports de la côte Est (Leith, Harwich, Hartlepool, Grimsby et Douvres). Certains servirent à la lutte contre les U-boote en appui des navires-leurre dits Q-ships. La technique était, pour un chalutier armé, de remorquer un sous-marin et de communiquer avec lui par téléphone. Quand un U-boot faisait surface pour attaquer le chalutier, celui-ci ripostait avec ses canons de pont et le sous-marin britannique se dégageait de la remorque pour tenter de torpiller le U-boot.
Le HMS C3, chargé d'explosifs, tenta de détruire un viaduc. Pour cette action, son commandant, le lieutenant Richard Sandford, a reçu la Croix de Victoria.
Quatre unités opérèrent dans la mer Baltique. Basés à Tallinn dans le cadre du blocus de l'Allemagne, ils tentèrent d'empêcher l'importation de minerai de fer à partir de la Suède. En septembre 1915, ils participèrent à la prise de Cronstadt via le canal de la mer Blanche. Trois furent détruits avec d'autres sous-marins britanniques de classe E près d'Helsinki en 1918 pour empêcher leur capture par les Allemands des troupes de la Division de la mer Baltique qui avaient débarqué à proximité.
Dix de ces sous-marins ont été perdus pendant la guerre, y compris le HMS C16 qui a été éperonné par erreur par le destroyer HMS Melampus.
Les bateaux survivants ont été éliminés à la fin de la guerre, à l'exception du HMS C4, qui a été maintenu en service pour des essais avant d'être mis au rebut en 1922.
Le Japon utilisait également sa propre version de la classe C, qu'il avait achetée à Vickers. Il s'agissait du sous-marin de classe Ha-1 (en). Puis les Japonais se lancèrent dans la conception de leurs propres sous-marins, presque identiques à la classe Ha-1. Il s'agissait des classes Ha-3 (en) et Ha-7 (en).

## Les sous-marins de classe C
Groupe 1
| - HMS C1 - HMS C2 - HMS C3 - HMS C4 - HMS C5 - HMS C6 - HMS C7 - HMS C8 - HMS C9 |  | - HMS C10 - HMS C11 - HMS C12 - HMS C13 - HMS C14 - HMS C15 - HMS C16 - HMS C17 - HMS C18 |

Groupe 2
| - HMS C19 - HMS C20 - HMS C21 - HMS C22 - HMS C23 - HMS C24 - HMS C25 - HMS C26 - HMS C27 - HMS C28 |  | - HMS C29 - HMS C30 - HMS C31 - HMS C32 - HMS C33 - HMS C34 - HMS C35 - HMS C36 - HMS C37 - HMS C38 |